# (272) Antonia
Pour les articles homonymes, voir Antonia.
(272) Antonia est un astéroïde de la ceinture principale découvert par Auguste Charlois le 4 février 1888 à Nice.